# Pesoz
Pesoz is een gemeente in de Spaanse provincie Asturië in de regio Asturië met een oppervlakte van 38,97 km². Pesoz telt 170 inwoners (1 januari 2016).

## Demografische ontwikkeling
Bron: INE, 1857-2011: volkstellingen
Opm.: De enorme piek voor 1950 is te verklaren door de tijdelijke vestiging van de arbeiders die meehielpen aan de bouw van het in 1954 ingehuldigde stuwmeer